# Starostwo
Een starostwo (Litouws: seniūnija; Wit-Russisch: староства; Duits: Starostei) was een administratieve indeling die vanaf de 14e eeuw in de Kroon van het Poolse Koninkrijk en later het Pools-Litouwse Gemenebest bestond. De starostwo werden tijdens de Poolse Delingen in 1795 afgeschaft. Alle starostwo bij elkaar werden aangeduid als het Kroondomein (królewszczyzna).
Er waren drie soorten starostwo :
- Starosta generalny was de administratieve ambtenaar van een specifieke territoriale eenheid: hetzij de vertegenwoordiger van de koning of de groothertog of een direct leidinggevende persoon.
- Starosta grodowy was een provinciaal (powiat) niveau ambtenaar verantwoordelijk voor fiscale taken, politie en rechtbanken, en ook degene die verantwoordelijk was voor de uitvoering van gerechtelijke uitspraken.
- Starosta niegrodowy was de opzichter van het Kroondomein.

Tussen 1918-1939 en in 1944-1950 was de starosta het hoofd van het provinciale (powiat) bestuur, ondergeschikt aan de woiwode. Sinds de hervormingen van de lokale overheid, die op 1 januari 1999 van kracht gingen, is de starosta het hoofd van het dagelijks bestuur van de provincie (zarząd powiatu) en het hoofd van de provinciale overheid (starostwo powiatowe), die door de provincie raad (rada powiatu) wordt gekozen.